# Wersja demonstracyjna
Wersja demonstracyjna, demoware, demo, wersja pokazowa, próbna – wersja zwykle komercyjnego programu komputerowego. Zazwyczaj  jest to wersja o ograniczonej funkcjonalności w stosunku do wersji pełnej lub wersja pełna o ograniczonej czasowo możliwości wykorzystania. W przypadku gier komputerowych jest to zwykle jeden poziom z finalnej produkcji. Firma Novell specjalizująca się w oprogramowaniu sieciowym, umożliwiającym dostęp do serwera setkom klientów jako demo udostępnia oprogramowanie umożliwiające dostęp 2 klientów. Wersje demo są dołączane do czasopism tematycznych, dostępne są także w Internecie zwłaszcza na stronach producenta oprogramowania. Bywają także dema wysyłane na podany adres po zamówieniu złożonym elektronicznie przy czym zamawiający pokrywa koszt przesyłki oraz koszt nagrania i nośników. Niektóre firmy jako demo traktują starsze, pełne wersje swojego oprogramowania. Dzieje się tak, gdy w nowszej wersji uzyskano znaczną poprawę funkcjonalności lub gdy system operacyjny starszego oprogramowania stracił na znaczeniu.

## Dema gier komputerowych
Najbardziej popularne i najłatwiej dostępne są dema gier, gdyż w tej branży panuje wielka konkurencja, a potencjalnych amatorów rozrywki (ewentualnie tylko kupujących) można spotkać w każdej grupie wiekowej. Sytuacje dotyczące gier mogą w części lub w całości równie dobrze dotyczyć innego typu oprogramowania komercyjnego.
Dema są zazwyczaj wydawane przez wydawcę danej gry w celu zapoznania konsumentów z grą, aby mogli zdecydować o jej zakupie. Dema często wydawane są na płytach dołączanych do czasopism, ale ze względu na coraz szerszy dostęp do Internetu na płytach ukazują się raczej pełne wersje gier niż dema. Wraz z rozwojem serwisów dystrybucji cyfrowej, takich jak PlayStation Store, Steam czy Xbox Live, dema można ściągać bezpośrednio z Internetu wprost na dysk twardy.
Producenci konsoli również często wydają wraz z nowymi konsolami dema gier prezentujące możliwości konsoli.

### Dystrybucja
Na początku lat 90. dystrybucja shareware była popularną metodą publikacji gier przez wydawców, również dla nowych (w tamtym czasie) firm na rynku, jak Apogee (teraz 3D Realms), Epic Megagames (teraz Epic Games) czy id Software. Shareware dawało klientom możliwość sprawdzenia części gry, zwykle „obciętej” do pierwszego rozdziału lub „epizodu”, przed jej kupieniem. Wiele gier dostępnych było na jednej dyskietce 5 1/4” oraz, później, na 3.5”, często kosztując po parę dolarów każda. Ponieważ same wersje shareware były darmowe, koszt pokrywał jedynie wartość dyskietki i jakiekolwiek opakowanie. Z powodu rosnącej wielkości gier w połowie lat 90. niepraktyczne stało się umieszczanie ich na dyskietce. Wtedy też wydawcy i producenci rozpoczęli wypieranie wersji shareware'owych demami gier (często zawierającymi jeden lub dwa poziomy), dystrybuowanymi za darmo z płytami CD dodawanymi do czasopism o tematyce gier komputerowych oraz umieszczali je w Internecie.
Shareware było metodą dystrybucji wielu wczesnych gier first-person shooter jak Wolfenstein 3D czy Doom.
Istnieje techniczna różnica pomiędzy wersjami shareware a demami. Do lat 90. gry shareware mogły być łatwo zaktualizowane do pełnych wersji poprzez dodanie brakujących epizodów. Dema to zazwyczaj samodzielne programy, których nie można aktualizować poprzez instalację gry w tym samym folderze. Dobrym przykładem jest shareware'owa wersja gry Descent i demo jej następczyni, Descent II. W przypadku tej pierwszej gracz mógł nadpisać pliki z pełnej wersji na wersję shareware nie tracąc zapisanych stanów gry, czego już nie dało się zrobić w demie Descent II.

### Nośniki
Dostępność dem różniła się w różnych erach ze względu na używane formaty zapisu.  Systemy używające kartridżów zazwyczaj nie miały dostępnych dużych ilości dem z powodu dużego kosztu tworzenia kopii. Platformy używające jako nośników taśm magnetofonowych, dyskietek, a później również płyt CD-ROM i DVD-ROM miały o wiele łatwiejszy dostęp do dem.  Ostatnio źródłem dem stał się również Internet, chociaż zazwyczaj demo w Internecie jest również dystrybuowane w inny sposób, jak na przykład poprzez dołączenie go do czasopisma.

### Typy
Dema gier dostępne są w dwóch rodzajach: interaktywne i nieinteraktywne. Dema interaktywne zawierają taką samą mechanikę, jak pełna wersja, ale jej zakończenie jest zazwyczaj ustalone na jednym z pierwszych poziomów i niekiedy demo może specjalnie nie zawierać pewnych zaawansowanych możliwości. Nieinteraktywne demo to zwiastun gry (trailer).

#### Interaktywne
Zwykle interaktywne dema to zmniejszone wersje pełnych gier, ograniczających grę do kilku poziomów, pozwalające na wykorzystanie części możliwości lub z limitowanym czasem gry. Zazwyczaj termin „dema” odnosi się do dema interaktywnego.
Jednak czasem dema zawierają coś, co nie jest dostępne w pełnej wersji gry.  Przykładem są dema gier Age of Empires, które zawierało kampanię Hetytów i dwie mapy niedostępne w pełnej wersji, Half-Life, czyli Half-Life: Uplink to samodzielna gra, stworzona z materiałów z gry oraz demo gry Star Wars Jedi Knight II: Jedi Outcast, które zawiera poziom niedostępny w pełnej wersji gry.
W niektórych przypadkach demo może różnić się od odpowiedniej części pełnej wersji gry, między innymi w przypadku, gdy demo zostało wydane przed zakończeniem prac nad pełną wersją.
Dema gier platformowych lub innych gier akcji zazwyczaj zawierają jedynie kilka pierwszy poziomów gry.  Dema gier przygodowych często są limitowane do bardzo małej ilości pokojów do odwiedzenia i nie mają funkcji zapisania gry. Dema gier sportowych zazwyczaj limitują grę do przyspieszonego czasu jednej połowy meczu pomiędzy małą liczbą zespołów (co doprowadziło do powstania tak zwanych „rozszerzaczy dem” [oryg. „demo expanders”] pozwalające na zmianę niektórych ustawień dotyczących dema). Podobnie dema gier wyścigowych pozwalają jedynie na pojedynczy wyścig jednym, wybranym przez twórców wozem.

#### Nieinteraktywne
Nieinteraktywne demo to nagranie działania gry za pomocą wideo lub odgrywane za pomocą jej własnego silnika. Takie dema są zazwyczaj pokazywane na  targach i festiwalach gier komputerowych, takich jak E3, gdzie gry są wciąż w fazie produkcji, a pokazywane są jako pokaz rozgrywki lub użytej technologii. Takie dema mogą być również dystrybuowane przez Internet, z czasopismami jako zwiastuny zapowiedzianych gier lub pokazywane na stoiskach z grami komputerowymi w sklepach (często obok dem interaktywnych).
Gracze, którzy chcą pokazać swoje umiejętności w danej grze, nagrywają demo własnych poczynań. Zagraniczne czasopisma i strony internetowe często uruchamiają konkursy dla graczy, w których głównym celem jest wykonanie danego zadania w grze (osiągnięcie najwyższego wyniku czy najszybsze przejście gry), tak jak w przypadku speedrunningu.
Niektóre gry pokazują dema również, gdy przez chwilę gracz zostawi bezczynnie grę na ekranie tytułowym.